# Zengcun (köpinghuvudort i Kina, Hebei Sheng, lat 38,25, long 114,74)
Zengcun är en köpinghuvudort i Kina. Den ligger i provinsen Hebei, i den norra delen av landet, omkring 230 kilometer sydväst om huvudstaden Peking. Antalet invånare är 58 339. Befolkningen består av 28 669 kvinnor och 29 670 män. Barn under 15 år utgör 16,0 %, vuxna 15-64 år 76 %, och äldre över 65 år 7,0 %.
Runt Zengcun är det tätbefolkat, med 913 invånare per kvadratkilometer. Närmaste större samhälle är Hantai, 11,7 km nordost om Zengcun. Trakten runt Zengcun består till största delen av jordbruksmark.
Genomsnittlig årsnederbörd är 702 millimeter. Den regnigaste månaden är juli, med i genomsnitt 228 mm nederbörd, och den torraste är januari, med 4 mm nederbörd.